# 杜爾蘇拉 (加利福尼亞州)
杜爾蘇拉（英語：Dulzura）是位於美國加利福尼亞州聖地牙哥縣的一個非建制地區。該地的面積和人口皆未知。

## 地理
杜爾蘇拉的座標為32°38′49″N 116°46′50″W / 32.64694°N 116.78056°W，而該地的平均海拔高度為1318米（即1043英尺）。